# Ouaguenoun
Ouaguenoun (în arabă وا قنون) este o comună din provincia Tizi Ouzou, Algeria.
Populația comunei este de 17.425 de locuitori (2008).